# 郭玥彤
郭玥彤（英語：Celia Kwok，1986年12月9日—），前名郭穎兒，香港女演員、模特兒，DaDa陳靜師妹。

## 簡介
香港JACSO加秀娛樂旗下的模特儿, 2012年前往泰国普吉岛取景為香港书展推出写真。2013年參於首部電影《一路向西》演出女主角；在香港超過2000萬票房；成為2012年頭三位最受歡迎之一。

## 戲劇

### 電視節目、電影及電視劇
- 2013年：一路向西 女主角
- 2013年：微劇女生公寓 女主角
- 2014年：喜愛夜蒲3 女主角
- 2014年：3D冰封俠：重生之門
- 2015年：愛奇藝網劇廢柴兄弟2
- 2016年：幸運是我
- 2022年：TVB節目360秒人生課堂（第2集演講嘉賓）

## 其他
- 2012年 - 推出首本寫真集 <Missing Celia K>

## 廣告代言
廣告 - 香港
- 2013﹣2014 Dr Reborn
- 2012﹣2013 B&F Medicentre

## 時裝秀
- 2012年 - 《女生天下FFFG》
- 2013年 - 《Tokyo Girls Night》

## 外部連結
- 郭穎兒CeliaK新浪微博 （页面存档备份，存于）
- 郭穎兒Instagram （页面存档备份，存于）
- 郭穎兒Facebook fans page （页面存档备份，存于）